# Білогородське урочище
Білогородське — колишній об'єкт природно-заповідного фонду Рівненської області, заповідне урочище.
Характеристика
Заповідне урочище розташовувалося в Дубенському держлісгоспі, Білогородське лісництво, квартал 3. (Дубенський район). Утворено 1983 року, з метою збереження ділянки лісу з наявністю рідкісних і лікарських рослин (Рішення виконавчого комітету Ровенської обласної ради народних депутатів від 22 листопада 1983 р. № 343). 
Площа — 42 га.
Скасування
Об'єкт скасовано рішенням Рівненської обласної ради № 322 від 5 березня 2004 року «Про розширення та впорядкування мережі природно-заповідного фонду області».Зазначена причина скасування — через високу повноту насаджень лікарські рослини, які були в наявності раніше — відсутні.